# Amphiophiura pachyplax
Amphiophiura pachyplax är en ormstjärneart som beskrevs av Alexander Michailovitsch Djakonov 1954. Amphiophiura pachyplax ingår i släktet Amphiophiura och familjen fransormstjärnor. Inga underarter finns listade i Catalogue of Life.